# As-Samaual ibn Jahja al-Maghribi
As-Samaual ibn Jahja al-Maghribi (arab. ‏السموأل بن يحيى المغربي‎; ur. 1130 w Bagdadzie, zm. 1180 w Maraghe) – arabski lekarz i matematyk.

## Życiorys
Pochodził z rodziny żydowskiej; ojciec był urodzonym w Fezie żydowskim teologiem, matka pochodziła z Basry. W 1163 roku al-Maghribi przeszedł na islam. Pracował jako lekarz na terenie współczesnego Iranu, zajmował się także działaniami matematycznymi, między innymi indukcją matematyczną. Autor pracy pt. Ifham al-Jahud.